# 東京医科大学の人物一覧
東京医科大学の人物一覧（とうきょういかだいがくのじんぶついちらん）は、東京医科大学に関係する人物の一覧記事。

## OB・OG

### 国際機関
- 中嶋宏 - 第4代世界保健機関（WHO)事務局長

### 政界
- 高橋琢也 - 政治家、教育者、東京医科大学学祖
- 宮崎秀樹 - 参議院議員。日本医師会副会長
- 丸茂重貞 - 参議院議員、環境庁長官。内科医
- 羽生田俊 - 参議院議員。日本医師会副会長
- 秋谷昭治 - 元埼玉県議会議長。医師

### 医師・医学者
- 石井香織 - 発育発達学者、早稲田大学教授
- 内野滋雄 - 解剖学者、日本解剖学会理事長、医学博士
- 加藤治文 - 呼吸器外科医、国際肺癌学会会長
- 久代恵介 - 心理学者、京都大学教授
- 矢数道明 - 東洋医学者
- 水野泰孝 - 元東京医科大学病院 准教授、グローバルヘルスケアクリニック・院長
- 鈴木孝成 - コンピューターゲーム作家「芸夢狂人」として活動
- 関口恒五郎 - 柔道家・医師
- 奈良林祥 - 家族計画思想の普及に尽力
- 黒羽根忠雄 - 内科学者、地域医療にも貢献
- 白壁征夫 - 美容外科医
- 高木邦格 - 国際医療福祉大学 理事長
- 松本哲哉 - 国際医療福祉大学大学院 教授
- 赤枝恒雄 - 産婦人科医
- 柄沢十三夫 - 軍医
- 大橋直樹 - 医師、鼠径ヘルニア治療専門サイト管理者

### 文学
- 山田風太郎 - 作家
- 長尾和宏 - 作家、医師

### マスコミ
- 香山リカ - 評論家、精神科医、立教大学教授
- 永井明 - 医療ジャーナリスト
- 岡村昭彦 - ジャーナリスト、報道写真家

## 教職員
- 渡邊剛 - 心臓外科医、循環器外科教授